# IntEnz
IntEnz (Integrated relational Enzyme database) é uma base de dados bioinformática que contém informação sobre enzimas de acordo com a nomenclatura e classificação dadas pela NC-IUBMB. É construída pelo European Bioinformatics Institute (Instituto Europeu de Bioinformática) em colaboração com o Swiss Institute of Bioinformatics (Instituto Suíço de Bioinformática). A base de dados é de acesso aberto e gratuito.